# Kościół św. Józefa w Sitnie
Kościół świętego Józefa w Sitnie – rzymskokatolicki kościół parafialny należący do parafii pod tym samym wezwaniem (dekanat Sępólno Krajeńskie diecezji bydgoskiej).
Jest to świątynia wzniesiona w 1898 roku. Kościół został zbudowany jako zbór ewangelicki, który pod koniec 1945 roku został przejęty przez parafię rzymskokatolicką w Zabartowie. Po poświęceniu budowla pełniła rolę kościoła filialno-pomocniczego. W listopadzie 1966 roku do kościoła został wstawiony nowy – drewniany ołtarz. W dniu 30 sierpnia 1970 roku przy świątyni został utworzony samodzielny ośrodek z własnym proboszczem. W dniu 1 lutego 1972 roku ośrodek został przekształcony w pełnoprawną parafię.